# Xã North Mahoning, Quận Indiana, Pennsylvania
Xã North Mahoning (tiếng Anh: North Mahoning Township) là một xã thuộc quận Indiana, tiểu bang Pennsylvania, Hoa Kỳ. Năm 2010, dân số của xã này là 1.428 người.